# Francesc González i Bernabé
Francesc González i Bernabé, conegut futbolísticament com a Paquito, (Barcelona, 15 d'abril de 1949) fou un futbolista català de la dècada del 1970.

## Trajectòria
Es forma al CF Damm, des d'on fou fitxat pel FC Barcelona que el cedí als filials Atlètic Catalunya i CD Comtal. Quan aquest dos clubs es fusionaren per formar el Barcelona Atlètic, Paquito hi ingressà. L'any 1971 fou cedit al RCD Mallorca, que jugava a Segona Divisió, per dues temporades. Acabada aquesta cessió fou fitxat per la UE Sant Andreu, que també jugava a Segona, romanent-hi durant quatre temporades a alt nivell. Jugà 139 partits de lliga amb els quadribarrats, en els quals marcà dos gols. A continuació jugà dues temporades al Girona FC. Dues temporades més tard, amb només 30 anys, abandonà el futbol professional i fitxà per la UE Poble Sec. Finalment, l'estiu del 1982 s'incorporà a l'AC Baronense, a Preferent, on només romangué uns mesos. Jugà amb la selecció catalana de futbol l'any 1973.